# Jan Mauersberger
Harcmistr RP Jan Paweł Mauersberger (4. září 1877 Varšava – 12. srpna 1942 tamtéž) byl polský katolický kněz, harcerský vůdce a odbojář.
Byl jedním ze zakladatelů harcerství. Skautingu se začal věnovat v roce 1912 a zůstal mu věrný celý život. Zastával řadu významných funkcí v harcerských organizacích a byl jedním z hlavních sjednotitelů polského skautingu. Stál u zrodu dodnes největší polské harcerské organizace ZHP, v níž se ve dvacátých letech sloučila většina proudů harcerství a polského skautingu. Po jejím vzniku v ní zastával mimo jiné post předsedy (1923 a 1927–1929) a vrchního kaplana (1924–1925). V roce 1917 vypracoval výchovnou metodiku pro výchovu nejmladších harcerů, jimž také dal jméno zuchy.
Od roku 1919 působil jako vojenský kaplan, jeho postupný vzestup do významných úřadů vojenské duchovní správy vedl k určitému přechodnému útlumu jeho činnosti v harcerstvu. V letech 1935–1939 zastával úřad kancléře Polní kurie Polské armády.
Po porážce Polska a jeho okupaci nacistickým Německem a stalinským Sovětským svazem se stal spoluzakladatelem a prvním velitelem harcerské odbojové organizace Szare Szeregi. Tento post si podržel až do své smrti v létě 1942.